# さわやか信用金庫
さわやか信用金庫（さわやかしんようきんこ、英語：The Sawayaka Shinkin Bank）は、東京都港区に本店営業部を、東京都大田区に本部を置く信用金庫である。
2002年（平成14年）10月15日に、東都中央信用金庫（2001年に同栄信用金庫と港信用金庫が合併して発足）と東京産業信用金庫が合併し発足した。

## 沿革
- 1926年（大正15年）11月11日 - 有限責任同栄信用組合として設立。
- 1943年（昭和18年）4月 - 市街地信用組合法による同栄信用組合に改組。
- 1948年（昭和23年）4月 - 深川信用組合を吸収合併。
- 1951年（昭和26年）4月 - 旭商工信用組合を吸収合併。
- 1951年（昭和26年）10月20日 - 同栄信用金庫に改組。
- 2001年（平成13年）2月 - わかば信用金庫から事業一部譲受。
- 2001年（平成13年）10月9日 - 同栄信用金庫（存続金庫）と港信用金庫（本店：東京都港区）が合併し、東都中央信用金庫となる。
- 2002年（平成14年）10月15日 - 東都中央信用金庫（存続金庫）と東京産業信用金庫（本店：東京都目黒区）が合併し、さわやか信用金庫となる。
- 2021年（令和3年）4月19日 - この日から磁気の影響を受けにくい新しい通帳（Hi-Co通帳）を取扱開始した(Hi-Co通帳に対応していない信用金庫ATMではHi-Co通帳は使えない。) [1]。

## 概要

### 経営理念
さわやか信用金庫は　地域に根ざし 人々に寄り添い 中小企業とともに歩みます。
あらゆる課題に向き合い あらゆる変化に挑み 明るい未来を創造します。

### シンボルマークとマスコットキャラクター
シンボルマークはさわやかな風に、すくすく育っていく新芽をイメージする。シンボルマークの3つのラインは、地域社会(お客様) ・職員(支店)・信用金庫(経営体)を表している。
　また、マスコットキャラクターとして、新芽の妖精である「まめたん」とお花の妖精「まころん」を採用している。どちらもさわやか信用金庫の創立記念日である10月15日生まれ。

## 営業区域
東京都区部に本部・本店を置く信用金庫ながら、多摩地域や隣接する神奈川県にも支店を有し、競合する信用金庫も多い。

### 東京都
| - 中央区 - 港区 - 渋谷区 - 新宿区 | - 目黒区 - 大田区 - 品川区 - 世田谷区 | - 調布市 - 日野市 - 稲城市 |

### 神奈川県
| - 川崎市川崎区 - 川崎市中原区 - 川崎市宮前区 - 横浜市港北区 |

公式サイト「店舗/ATM」を参照。